# نبو نادين زيري
نبو نادين زيري هو ملك بابلي كلداني تولى حكم مملكة بابل من سنة 733-732 ق م بعد وفاة والده نبوناصر، عُرف هذا الملك بعلاقته القوية مع ملك آشور تغلات بلاصر الثالث، ولذلك تم اغتياله من قبل نبو شوما أوكين الثاني الذي قلب الحكم ضده والذي كان يرفض أن تخضع بابل تحت سلطة الآشوريين.